# Élisabeth Borne
Élisabeth Borne (n. 18 aprilie 1961, Paris, Région parisienne, Franța) este o ingineră franceză care a ocupat funcția de prim-ministru al Franței din mai 2022 până în ianuarie 2024. Borne este a doua femeie care ocupă această funcție după Édith Cresson, care a fost prim-ministru din 1991 până în 1992.
Înainte de a fi Ministru al transporturilor (2017-2019) și Ministru al ecologiei (2019-2020), Borne a fost funcționar guvernamental și manager al întreprinderilor de stat din sectoarele transporturi și construcții. Ea a fost apoi Ministru al muncii, ocupării forței de muncă și al integrării în guvernul condus de Jean Castex din 2020 până în 2022. La 16 mai 2022, președintele Emmanuel Macron a numit-o prim-ministru al Franței, în urma demisiei lui Castex, așa cum este tradiția după alegerile prezidențiale din Franța. Ea este atât membră a partidului Renașterea condus de Macron, cât și a partidului de centru-stânga Teritoriile Progresului.

## Educație
Elisabeth Borne s-a născut la Paris la 18 aprilie 1961. Mama ei Marguerite Lecèsne, de origine franceză, era farmacistă, iar tatăl ei, Joseph Bornstein, era un evreu rus care a fugit în Franța la începutul celui de-al Doilea Război Mondial. Părinții ei au condus un laborator farmaceutic după război. Borne a urmat liceul la Lycée Janson-de-Sailly din Paris. Mai târziu, a intrat la École Polytechnique (clasa 1981) și a absolvit cu diplomă de inginer civil. Și-a obținut diploma de inginerie la École Nationale des Ponts et Chaussées. În 1986 a urmat un Master în Administrarea Afacerilor (MBA) la Collège des Ingénieurs din Paris.

## Cariera în sectorul public
Borne s-a alăturat serviciului public ca funcționar guvernamental la ministerul francez de planificare și lucrări (ministère de l'Equipement) în 1987. La începutul anilor 1990, ea a fost consilier în Ministerul educației sub conducerea lui Lionel Jospin și Jack Lang (ambii membri ai Partidului Socialist). Din 1993 până în 1996 a lucrat ca director tehnic la compania de locuințe publice Sonacotra. În 1997, premierul Lionel Jospin a numit-o consilier pentru urbanism, locuințe și transport.
În 2002, Borne a devenit director de strategie și membru al comitetului executiv al companiei de căi ferate de stat SNCF, înainte de a se alătura companiei de construcții de lucrări publice Eiffage în calitate de director de concesii în 2007. Ea a lucrat ca director de planificare urbană pentru orașul Paris sub primarul Bertrand Delanoë din 2008 până în 2013 
În 2013, Borne a fost numită prefect al departamentului Vienne și al regiunii Poitou-Charentes, fiind prima femeie care a ocupat această funcție. La acea vreme, politicianul socialist Ségolène Royal era președinte al consiliului regional din Poitou-Charentes. Când Royal a devenit ministru al Ecologiei, Dezvoltării Durabile și Energiei în 2014, ea a numit-o pe Borne ca șef de cabinet. Ulterior, Borne a fost președintele și CEO al RATP Group, o întreprindere de stat care operează transport public în Paris, din 2015 până în 2017.

## Carieră politică
Multă vreme Borne a fost apropiată a Partidului Socialist (PS), dar fără a se alătura oficial partidului. După victoria lui Emmanuel Macron la alegerile prezidențiale din Franța din 2017, ea a devenit membru La République En Marche! (LREM). Din 2020, ea mai este membră a Teritoriile Progresului, un partid de centru-stânga aliat cu LREM.
Borne a fost ministru-delegat al transporturilor în ambele guverne conduse de Philippe din mai 2017 până în iulie 2019. În timpul mandatului său, ea a rezistat săptămânilor de greve și demonstrații din 2017 pentru a pune capăt unui sistem generos de pensii și beneficii pentru lucrătorii feroviari SNCF. După demisia ministrului ecologiei François de Rugy, Borne a fost promovată la conducerea ministerului tranziției ecologice și incluzive.
În iulie 2020, Borne a fost numită ministru al muncii, ocupării forței de muncă și incluziunii economice în guvernul premierului Jean Castex. În această calitate, ea a supravegheat negocierile cu sindicatele care au dus la o reducere a beneficiilor pentru unii solicitanți de locuri de muncă. În timpul mandatului său, rata șomajului în Franța a scăzut la cel mai scăzut nivel din ultimii 15 ani, iar șomajul în rândul tinerilor la cel mai scăzut nivel din ultimii 40 de ani.
La 16 mai 2022, Borne a fost numită prim-ministru, succedându-i lui Jean Castex, la trei săptămâni după realegerea lui Emmanuel Macron pentru un al doilea mandat ca președinte al Republicii Franceze. După Édith Cresson, în 1991–1992, este a doua femeie care deține această funcție. Ea este, de asemenea, primul dintre premierii lui Macron care este membră a partidului său centrist Renaștere.
Borne a fost un candidat pentru Renaștere (cunoscut anterior ca La République En Marche!) la alegerile legislative franceze din iunie 2022 din a șasea circumscripție electorală din Calvados din regiunea Normandia din nord-vestul Franței. Totuși, deși rămâne candidată, în conformitate cu legea privind dublul mandat (cumuls des mandats), ea nu a putut ocupa funcția câștigă în alegeri ci a desemnat un supleant. După ce a fost aleasă în Parlament și-a oferit demisia din funcția de prim ministru dar Macron a refuzat cerându-i să formeze un nou guvern.
După o reorganizare a cabinetului datorată alegerilor din 2022,  Borne primit un vot de încredere la o moțiune împotriva ei susținută  Noua Uniune Populară Ecologică și Socială (NUPES), o alianță a opozanților stângii franceze.

## Poziții politice
În 2019, Borne s-a opus ratificării de către Franța a acordului de liber schimb Uniunea Europeană-Mercosur.

## Viața personală
Borne a fost internată la spital cu COVID-19 în martie 2021 și i s-a administrat oxigen.

## Onoruri
| Onora                                           | Data și comentariul |
| ----------------------------------------------- | ------------------- |
| Cavaler al Legiunii de Onoare                   | 12 iulie 2013       |
| Ofițer al Ordinului Național al Meritului       | 14 noiembrie 2016   |
| Cavaler al Ordinului Național al Meritului      | 6 noiembrie 2008    |
| Comandant al Ordinului Național Meritul Maritim | 2017                |